# Соберон, Эктор
Эктор Соберон Лоренсо (исп. Hector Soberon Lorenzo) (11 августа 1964, Мехико, Мексика) — мексиканский актёр театра и кино и телеведущий.

## Биография
Родился 11 августа 1964 года в Мехико. В возрасте 21 года увлёкся боевыми искусствами, а после окончания средней школы поступил в институт, после окончания института остался там же на бакалавриат и получил диплом в области электротехники. В мексиканском кинематографе дебютировал в 1991 году и с тех пор снялся в 33 работах в кино и телесериалах. В 1999 году перешёл в телекомпанию TV Azteca, а в начале 2010-х годов переехал в Майами.

### Личная жизнь
Эктор Соберон был женат дважды:
- 19 апреля 2002 года женился на своей партнёрше по телесериалу Шалунья Мишель Вьет с последующим венчанием в Церкви, однако личная жизнь не сложилась, супруги развелись в 2004 году. Церковный брак был аннулирован Католической Церковью.
- В 2006 году женился на Жанет Дурон, которая родила двое дочерей — Лусиану и Фатиму. Супруги живут очень счастливо.

## Фильмография

### Теленовеллы
- Siempre tuya Acapulco (2014) — Ulises Santander Alarcón
- Marido en alquiler (2013—2014) — Néstor Montiel
- Pasión prohibida (2013) — Martín Santillana
- La ruta blanca (2012) — Octavio
- Corazón apasionado (2011) — Álvaro Martínez
- Alguien te mira  (2010) — Daniel Vidal
- Pecadora (2009) — Carlos
- Pecados ajenos (2007) — Gary Mendoza
- Acorralada (2007) — Horacio
- Olvidarte jamás (2006) — Renato Tuluz
- Mi vida eres tú (2005) — Lucho
- Como en el cine (2001—2002) — Enrique Saavedra
- El amor no es como lo pintan (2000—2001) — César Segovia Sabatié / Felipe Sabatié
- Marea brava (1999) — Daniel Valderrama
- Gotita de amor (1998) — Dr. Alberto
- Шалунья (1997—1998) — Alberto Miranda
- Para toda la vida (1996) — Alfredo
- Мария из предместья (1995—1996) — Vladimir De la Vega Montenegro
- María José (1995) — Darío
- Волшебная молодость (1992—1993) — Miguel Hernández Sarmiento
- Muchachitas (1991—1992) — Víctor

### Многосезонные ситкомы
- Женщина, случаи из реальной жизни (1985-2007)

### Художественные фильмы
- Cuento sin hadas (2011)
- Carpe Diem (2009) - Alain
- Mea culpa (2008) - Raúl Villanueva
- Cafe estrés (2005)
- La curva del olvido (2004)
- Puerto Vallarta Squeeze (2003) - el chófer de Rivera
- Campeón (1997)
- Educación sexual en breves lecciones (1994) - Esteban
- Morena (1994) - Juán Casas

## Телевидение

### Телепередачи и телевизионные шоу
- Si se puede (2015) - Concursante
- Mi sueño es Bailar (2012) - Concursante
- Para todos (2009-2010) - Conductor